# Humboldtstraße 15 (Düsseldorf)

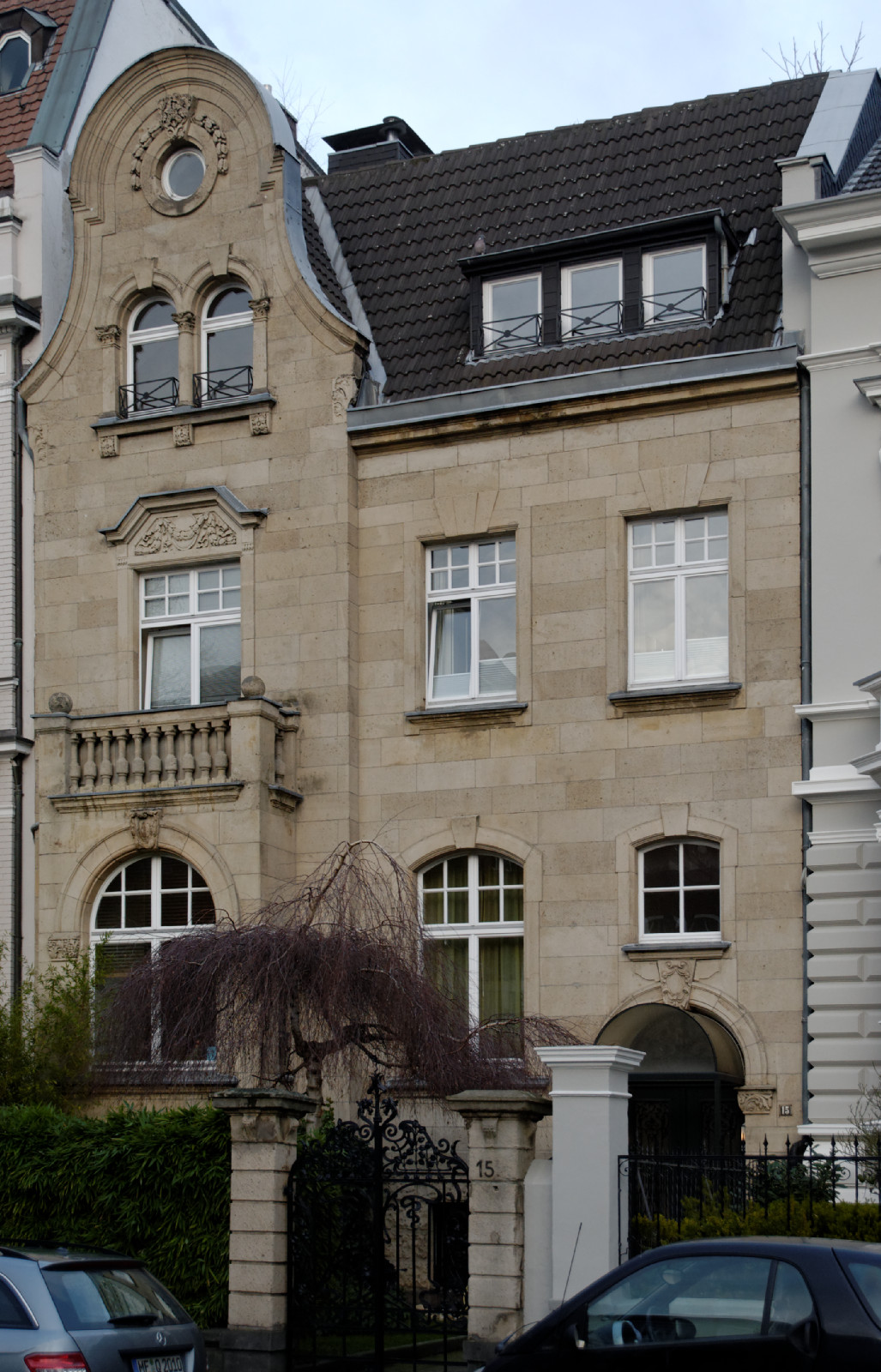
Haus Humboldtstraße 15

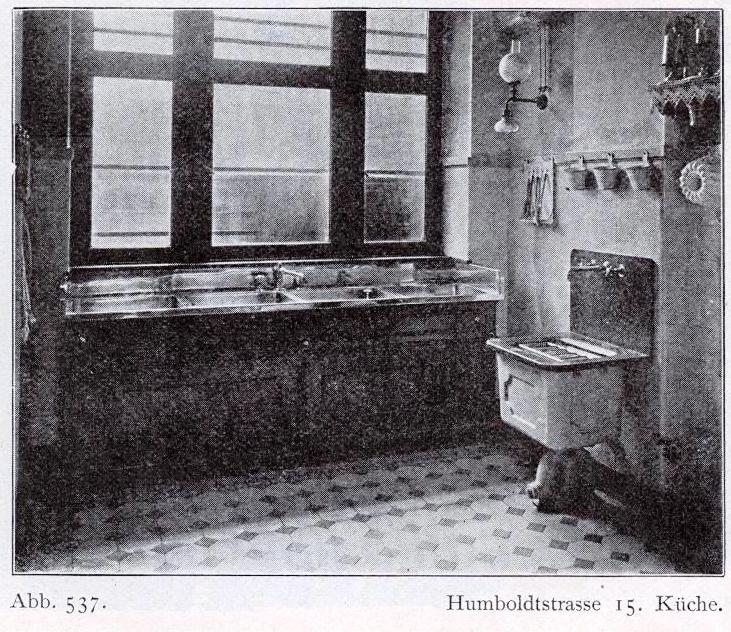
Küche im Souterrain (1904)

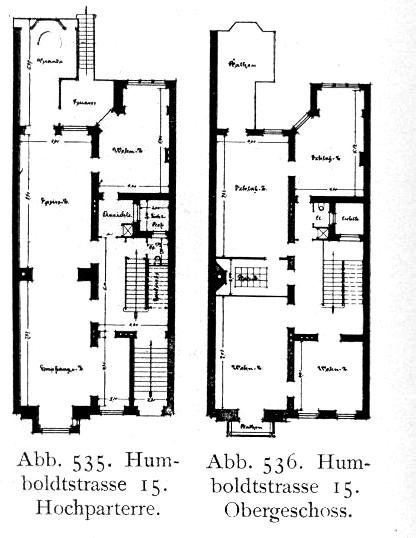
Grundrisse des Erdgeschosses und des ersten Obergeschosses (1904)

Das Wohnhaus Humboldtstraße 15 im Düsseldorfer Stadtteil Düsseltal ist ein seit 1982 denkmalgeschütztes Gebäude.

## Geschichte
Das zweigeschossige Gebäude wurde 1900/1901 nach Entwürfen der Berliner Architekten Heinrich Kayser und Karl von Großheim durch ihren Düsseldorfer Büropartner Max Wöhler errichtet. 1934 baute der Architekt Theo Westbrock das Gebäude im Inneren um. Beim Luftangriff auf Düsseldorf brannte das Gebäude aus und wurde später in veränderter Form wieder nutzbar gemacht. 1981 erfolgte eine Restaurierung und Modernisierung des Hauses.

## Beschreibung

### Äußeres
Der linke Teil der Natursteinfassade ist als Risalit mit geschweiftem Giebel gestaltet; vor dem Erdgeschoss befindet sich hier eine Auslucht mit rechteckigem Grundriss und einem großen Fenster, dessen Rundbogen durch eine Leiste geschmückt ist. Diese ist mit einem Schlussstein verziert und fußt auf ornamentierten Konsolen. Der Austritt auf dieser Auslucht im ersten Stock ist mit einer Balustrade versehen. Über der Fenstertür zu diesem Austritt befinden sich ein ornamentiertes Feld und eine Verdachung. Im Giebel im zweiten Stock ist ein rundbogiges Zwillingsfenster, dessen Fensterbank von Konsolen gestützt wird, vorhanden; in der Giebelspitze darüber noch ein girlandenverzierter Okulus.
Der rechte Teil der Fassade ist zweiachsig; der rundbogige Eingang befindet sich in der rechten Achse. Das Treppenhausfenster über diesem Eingang sowie das Erdgeschossfenster hat einen segmentbogigen Sturz, während die beiden Fenster im ersten Stock rechteckig sind. Im zweiten Stock, dem Dachgeschoss, befindet sich auf der rechten Seite des Hauses eine Schleppgaube mit drei Fenstern.

### Inneres
Das Gebäude war in seiner ersten Gestalt für die Bauzeit modern ausgestattet. Es verfügte über Zentralheizung, elektrisches Licht sowie kaltes und warmes Wasser. Der Kostenanteil für Küche, Baderäume und Toiletten betrug einschließlich Warmwasserleitung und aller Apparate, Spültische, Badeinrichtung und Toiletten 10.400 Mark bei einer Bausumme von insgesamt 77.000 Mark.